# Todesopfer des DDR-Grenzregimes

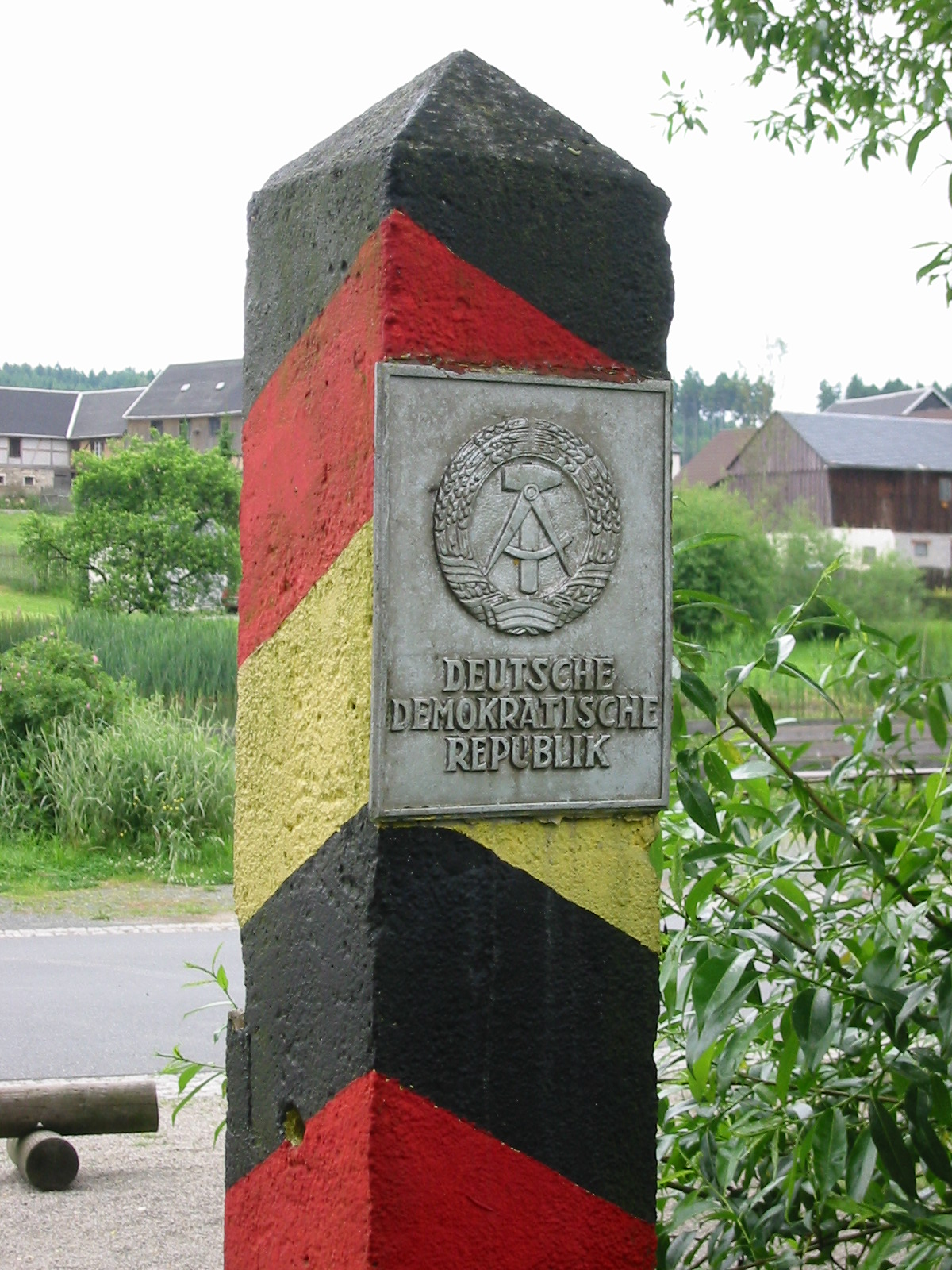
DDR-Grenzsäule, hier in Mödlareuth

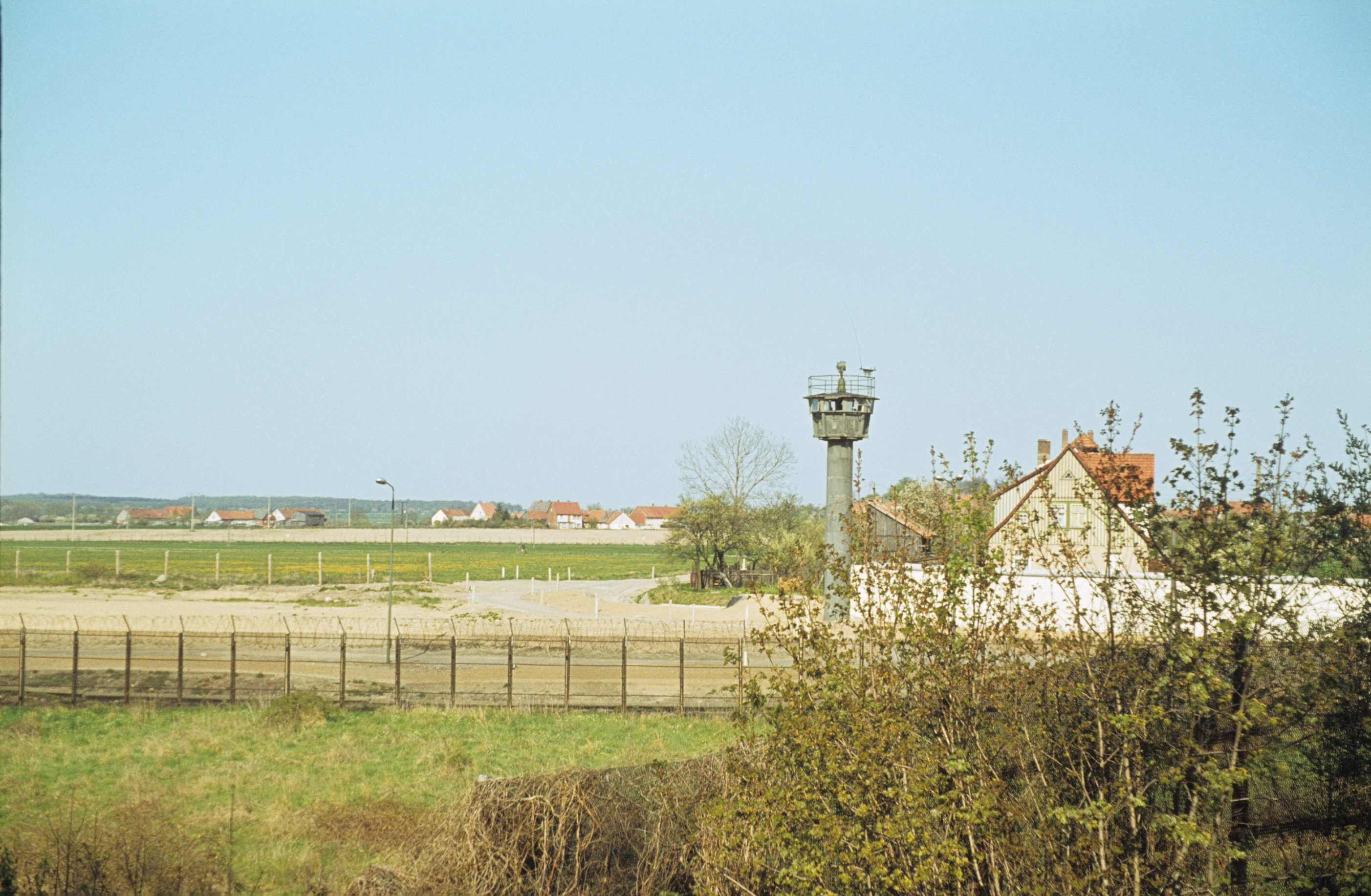
Abschnitt der DDR-Grenze Ende der 1970er Jahre

Als Todesopfer des DDR-Grenzregimes werden Personen bezeichnet, die infolge des Grenzregimes der Deutschen Demokratischen Republik (DDR) ums Leben kamen.

## Überblick
Grenzregime ist die zusammenfassende Bezeichnung für die Gesamtheit aller institutionellen, administrativen, legislativen und technischen Maßnahmen und Einrichtungen der Grenzsicherung und -kontrolle eines Staates. In der DDR war das Grenzregime bis zur Wende 1989 neben seinem repressiven Charakter vor allem durch seine Ausrichtung nach innen charakterisiert. Dazu sollten bestimmte bewaffnete Organe der DDR, zusammen mit weiteren Behörden und freiwilligen Helfern, mit allen Mitteln die Flucht aus der DDR verhindern. Gesetzliche Grundlage waren die Bestimmungen zum ungesetzlichen Grenzübertritt laut DDR-Recht.
Zur Durchsetzung des Grenzregimes in der DDR wurde durch die bewaffneten Organe der DDR insbesondere an der innerdeutschen Grenze und der Berliner Mauer vom Schießbefehl und Selbstschussanlagen Gebrauch gemacht. Die knapp 1400 Kilometer lange innerdeutsche Grenze trennte die DDR von der  Bundesrepublik Deutschland. Zur innerdeutschen Grenze zählte hingegen nicht jener Teil der Grenze der Deutschen Demokratischen Republik zu Berlin, dessen Westsektoren innerhalb Berlins ab 1961 mit der Berliner Mauer abgesperrt waren.
Infolge des Grenzregimes in der DDR und seiner Durchsetzung haben bis zur Wende 1989 neben zivilen Opfern auch Angehörige der West-Berliner Polizei, des Bundesgrenzschutzes und alliierte Soldaten ihr Leben in Ausübung ihres Dienstes verloren, ebenso Angehörige der Grenzpolizei, der Grenztruppen und der Volkspolizei der DDR.

## Einzellisten
- Liste der Todesopfer des DDR-Grenzregimes vor dem Bau der Berliner Mauer
- Liste der Todesopfer des DDR-Grenzregimes an der Berliner Mauer 1961–1989
- Liste der Todesopfer des DDR-Grenzregimes an der innerdeutschen Grenze
- Liste der Todesopfer des DDR-Grenzregimes unter Angehörigen der bewaffneten Organe der DDR